# Ahmed Nurudin
Ahmed Nurudin je glavni lik romana Meše Selimovića „Derviš i smrt“.

## Roman
Roman “Derviš i smrt” je objavljen u Sarajevu 1966. godine i doživeo je neverovatan uspeh, a svom autoru predstavlja najznačajnije delo u književnom stvaranju. Podsticaj za nastanak romana Meša Selimović je pronašao u svom ličnom životu, u tragediji koja je obeležila i usmerila čitav njegov život i stvaranje. Godine 1944. u Tuzli je zbog sitne greške streljan njegov brat Šefkija i njegova smrt mnogo je pogodila Selimovića, pa roman nije ništa drugo nego trag Selimovićevih misli ostavljen mastilom na hartiji, kroz koje provlači razmišljanja šejha Ahmeda Nurudina, glavnog junaka knjige “Derviš i smrt”.
Roman predstavlja ispovest glavnog junaka jedne noći dok iščekuje zoru, a sa njom i smrt. “Derviš i smrt” je roman lika jer je od početka do kraja u njegovom središtu ličnost šejha Ahmeda Nurudina koji ispisuje svoju biografiju.

## Ahmed Nurudin
Ahmed Nurudin, šejh bosanske tekije, posvetio je ceo svoj život tekiji, veri i Bogu. U tekiji se nalazi ceo njegov svet. On je duhovni čovek posvećen verskim principima i Kuranu. Vođen duhom religije, smatra da je sve ono što se događa unapred predodređeno i da ljudi to ne treba da menjaju već da mirno prihvate. Saznavši da mu je brat nedužan zatvoren u tvrđavu, on ne preduzima ništa. Čak se i ljuti na brata što svojom nesrećom baca senku i na njegov ugled. Želi da uradi nešto, a da pritom ne učini ništa, odnosno da učini što manje kako ne bi povredio dostojanstvo svog položaja. Tek nakon očeve molbe, on ide da pita za brata. Muftijina drskost i ravnodušnost u Ahmedu izazivaju osećaj nemoći, koji ga dovodi do besa i želje za pobunom. U Ahmedu, koji je čitavog života navikao da bude poslušan, sada se javljaju pobuna i revolt. Kada sazna za bratovu smrt Ahmed ga žali, ali žalost će uskoro zameniti mržnja koja ga ispunjava i predstavlja svrhu njegovog života. Od verskog dogmatika, Ahmed postaje pobunjenik i osvetnik koga vodi slepa mržnja.

## Ahmedov prijatelj Ishak
Za Ishaka se vezuje jedna od najtežih moralnih dilema derviša Ahmeda. Ishak je begunac od vlasti kojeg Ahmed sreće u đurđevskoj noći, u kojoj je po paganskim običajima dozvoljen greh. U ovakvoj noći, Ishak nalazi priliku da pobegne, a Ahmed prvo pomišlja da ga oda stražarima. Imajući njegovu sudbinu u rukama, ipak ga ne odaje. Ishak je skroz drugačiji od Ahmeda, on je oličenje hrabrosti.
Ahmed Nurudin, u teškim situacijama, oslonac nalazi u pobožnim rečima, molitvama, ali uskoro uviđa mehaničko izgovaranje tih reči koje u stvari počinju da ga opterećuju. Misao na Ishaka predstavlja njegov nov vid utočišta u teškim situacijama, Ishak predstavlja sve ono što bi Ahmed hteo da bude ali ne može. Ishak postaje derviševo drugo ja, deo njegove ličnosti koji žudi za pobunom.

## Ahmedov pad; iščekivanje zore i smrti
Ahmed Nurudin je vernik, muslimanski dostojanstvenik sa verničkom odanošću koja se na kraju pretvara u heretički nered. Roman je istorija jednog nemoćnog bića koje čini sve da spase svog brata, a postiže to da ne spašava bratov život i upropašćuje vlastiti. Njegov svet, dotad čvrsto sazidan, ruši se iz temelja kada mu zatvore brata. Našao se u centru hajke gde je svuda bilo jedno veliko uho i oko kojima nije mogao da umakne. Uspeva da sruši vladajuće ljude, sam preuzima vlast u nadi da će uspostaviti pravdu. Ipak, stara uprava, sa promenjenim ličnostima ali ne i promenjenim duhom vladavine, razbiće iluzije Ahmeda Nurudina i smrviće ga kao čoveka. Dok iščekuje zoru i smrt, on razmišlja o svom životu. Sagledavanje života ga je dovelo do poraznog saznanja da je život prošao u praznini i neiskorišćenosti; shvata da život čini lutanje, usamljenost i nesporazum sa svetom; shvata i prihvata sopstvenu nemoć. Strah je njegovo poslednje osećanje, a njegova poslednja misao je misao o besmislenosti svega, i života i smrti. Još na samom početku romana, citirajući odlomak iz Kurana, pisac ističe da je svaki čovek uvek na gubitku čime ističe filozofiju apsurda života.
Ahmed Nurudin predstavlja svakog tragičnog usamljenog pojedinca koji se ne uklapa u okrutni svet zla.